# فريدريك بولوت
فريدريك بولوت (بالفرنسية: Frédéric Bulot)‏ (مواليد 27 سبتمبر 1990) هو لاعب كرة قدم غابوني يلعب حاليًا لصالح نادي تشارلتون أتلتيك على سبيل الإعارة من النادي البلجيكي ستاندارد لييج.

## المسيرة الدولية
تم استدعاء بولوت لأول مرة لمنتخب الغابون في فبراير 2014.
كانت أولى مبارياته أمام منتخب المغرب في مباراة ودية أقيمت يوم 5 مارس 2014.

## روابط خارجية
- صفحة اللاعب على موقع نادي موناكو
- فريدريك بولوت على موقع رابطة كرة القدم اليابانية للمحترفين (اليابانية)
- فريدريك بولوت على موقع رابطة كرة القدم الفرنسية للمحترفين (الإنجليزية)
- فريدريك بولوت على موقع قاعدة بيانات كرة القدم.إي يو (الإنجليزية)
- فريدريك بولوت على موقع ليكيب (الفرنسية)
- فريدريك بولوت على موقع ناشيونال فوتبول تيمز (الإنجليزية)
- فريدريك بولوت على موقع Soccerbase.com (لاعب) (الإنجليزية)
- فريدريك بولوت على موقع Soccerway.com (الإنجليزية)
- فريدريك بولوت على موقع عالم كرة القدم.نت (الإنجليزية)
- فريدريك بولوت على موقع AS.com (الإسبانية)